# Die Macht der Liebe und des Weins
Die Macht der Liebe und des Weins (em português: "O poder do amor e do vinho") é uma das óperas do compositor alemão Carl Maria von Weber, composta em 1798.